# Caner Osmanpaşa
Caner Osmanpaşa (* 15. Januar 1988 in Trabzon) ist ein türkischer Fußballspieler, der für Kocaelispor spielt.

## Karriere
Osmanpaşa begann mit dem Vereinsfußball in der Jugend von Çağlayanspor und wechselte zum September 2008 mit einem Profivertrag versehen zum damaligen Drittligisten Akçaabat Sebatspor.

### Orduspor
Nachdem er zwei Jahre bei Sebatspor gespielt hatte, wechselte er zum Sommer 2010 zum Zweitligisten Orduspor. Mit diesem Verein stieg er zum Saisonende als Play-off-Sieger der TFF 1. Lig in die Süper Lig auf. Osmanpaşa kam während dieser Saison lediglich zu drei Ligaeinsätzen und war eher Ergänzungsspieler. Er blieb nach dem Erfolg in der Mannschaft, kam aber nur für die Reservemannschaft zu Einsätzen.

### Denizlispor und 1461 Trabzon
Zum Frühjahr 2012 verließ er Orduspor und wechselte zu Denizlispor. Hier spielte er lediglich bis zum Saisonende und wechselte dann innerhalb der Liga zum Aufsteiger 1461 Trabzon.

### Trabzonspor
Nachdem sein Trainer Mustafa Reşit Akçay im Sommer 2013 beim Mutterverein Trabzonspor als neuer Cheftrainer vorgestellt wurde, veranlasste dieser wenig später den Wechsel Osmanpaşas zu diesem Verein.

### Kayseri Erciyezspor
Für die Saison 2014/15 wurde er an den Ligarivalen Kayseri Erciyesspor ausgeliehen.

### Akhisar Belediyespor
Im Sommer 2015 wechselte er zusammen mit seinem Teamkollegen Abdulkadir Özdemir zum Erstligisten Akhisar Belediyespor. Bei diesem Klub avancierte er schnell zu einem Stammspieler und wichtigen Leistungsträger. So ist er mit 128 Erstligaeinsätzen, nach Güray Vural der Spieler mit den zweitmeisten Einsätzen der Vereinsgeschichte. Er war ein wichtiger Bestandteil jener Mannschaft die mit den Gewinn des Türkischen Pokals der Saison 2017/18, des Türkischen Supercups 2018 und der Pokalfinalteilnahme 2018/19 die wichtigsten Erfolge der Vereinsgeschichte realisierte.

### Sivasspor
Nach dem Abstieg mit Akhisarspor zum Sommer 2019 wechselte er zum Erstligisten Sivasspor.
Bei Sivasspor verbrachte Osmpaşa fünf Spielzeiten bis zum Ende der Saison 2023/24. Er kam Wettbewerbsübergreifend auf 178 Einsätze in welchen er 10 Tore schoss.

### Kocaelispor
Nach einer kurzen vereinslosen Zeit unterschrieb der mittlerweile 36-Jährige am 13. August 2024 einen Einjahresvertrag beim Marmaraklub Kocaelispor, welcher in der türkischen Zweiten Liga der TFF 1. Lig spielt.

## Erfolge
Mit Orduspor
- Play-off-Sieger der TFF 1. Lig und Aufstieg in die Süper Lig: 2010/11

Mit Akhisarspor
- Türkischer Supercup-Sieger: 2018
- Türkischer Pokalsieger: 2017/18
- Türkischer Pokalfinalist: 2018/19

Mit Sivasspor
- Türkischer Pokalsieger: 2021/22